# Карталспор
«Карталспор» — турецкий футбольный клуб из города Стамбул, выступающий в Турецкой первой лиге. Основан 18 августа 1949 года. Домашние матчи проводит на стадионе «Картал», вмещающем 10 000 зрителей. В Турецкой Суперлиге команда никогда не выступала, в Первой лиге провела в общей сложности 18 сезонов. Клуб имеет славу кузницы талантов, через него прошли многие футболисты, поигравшие затем в ведущих клубах Турции.

## Сезоны по дивизионам
- Первая лига (18): 1988–01, 2007–.
- Вторая лига (10): 1984–88, 2001–07.